# クリストファー・シンプソン
クリストファー・シンプソン（Christopher Simpson, 1605年ごろ - 1669年）は、イングランドの音楽家。とりわけヴィオラ・ダ・ガンバやコンソート音楽の作曲家や音楽理論家として名を残している。

## 生涯
1602年から1606年までの間に、おそらくノース・ヨークシャーのイーグトンにて、綴りの異なる同名の父親（Christopher Sympson）の長男として生まれる。父クリストファーはなめし革職人であったが、ヨークシャー州の富裕なカトリック信徒によって庇護された劇場の支配人をも任されていた。察するに父クリストファーは、イングランドでカトリック信徒が弾圧された頃になると、カトリックへの同調者という態度をはっきりとるよりも、平凡な職人と自称することを好んだのかもしれない。ちなみにマーガレット・アークウォートによって提唱された仮説によると、息子クリストファー・シンプソンは、ヨーロッパ大陸でイエズス会士として教育され、1629年にはカトリックの司祭として叙階されている。しかし作曲家シンプソンの没年1669年は、イエズス会士のシンプソンが1674年までは健在だったという事実と喰い違っている。
シンプソンは清教徒革命（イングランド内戦）において騎士党（王党派）として参戦し、1642年に後の初代ニューカッスル公爵ウィリアム・キャヴェンディッシュの軍に補給部将校として入隊。ヨーク攻囲の後にリンカンシャー州スケンプトンの領主ロバート・ボルズ卿に匿われ、ボルズ邸の住み込み音楽家ならびにボルズの息子ジョンの音楽師範として雇われた。
シンプソンは生涯にわたってボルズ家の（リンカンシャー州とロンドン州の両方の）邸宅で雇用された。遺書が1669年5月5日に作成されており、シンプソンが同年7月29日までロンドンにいたことも証明されている。どうやらロンドン州ホルボーンのジョン・ボルズ邸にて逝去したらしい。

## 作品
シンプソンは、プレイフォードの著作『 A Brief Introduction to the Skill of Musick 』にささやかな寄稿をしているが、最も有名なのはシンプソン自身の演奏指南書『 The Division Violist 』（1659年刊行）である。これは、「楽器本体と演奏方法」「協和音の用法もしくはディスカント大要」「グラウンドによるディヴィジョンの手順」の3部からなる。1665年刊行の第2版は、同文が英語とラテン語の両方で綴られている。この著作は非常に成功し、シンプソンの死後60年には新版が出された。20世紀に古楽とヴィオラ・ダ・ガンバへの関心が復活すると、シンプソンの著作は、正統的な古楽奏法の再発見に取り組む人たちにとって、新たな興味の的となった。
シンプソンの肖像画は、『 The Division Violist 』に添えられている。初版では、帽子をかぶった姿で描かれていたが、後の版では画像が修正され、ここに見られるように無帽で描かれている。またこの画像は、ヴァイオル演奏技巧の特徴も示されている。たとえば、弓を握る手の向きは、ヴァイオリン属の場合とは逆である。右手の中指と人差し指が弓の弦にかかっていて、それによって演奏中に弓の張力を変えることができるようになっている。
シンプソンは1665年に作曲の簡易な手引書『音楽の実践原理 The Principles of Practical Musick 』を著し、門弟の一人サー・ジョン・セントバーブに献呈した。これは、1667年版の『音楽実践概論 A Compendium of Practical Musick 』へと敷衍された。
シンプソンの楽曲は、著書に収録されたものを除けば、一つとして出版されなかった。いくつかの楽曲は、草稿として伝承されている。そのうち《12ヵ月 The Monthes 》または《四季 The Seasons 》と題されたファンタジア集は、トレブル・ヴァイオルとバス・ヴァイオル各2声部と、通奏低音楽器のために作曲されている。
シンプソンの現存する器楽曲は全てヴァイオル合奏曲ないしはヴァイオル独奏曲である。この楽器についてシンプソンは、「優秀な演奏家の手にかかれば、（疑いなく）あらゆる楽器のうちで最高の存在に数えられよう。グラウンドによる即興的な演奏は、ヴァイオル演奏の究極の完成である」と語った。